# Брансбург, Лев Шнеерович
Лев Шнеерович Брансбург (5 сентября 1903 года, Витебск, Витебская губерния, Российская империя — 11 мая 1977года, Куйбышев, РСФСР, СССР) — советский военачальник, полковник, комдив Великой Отечественной войны.

## Биография
Родился в Витебске в семье Шнеера и Тамары Брансбургов. Еврей. Владел идишем, русским и белорусским языками.

### Гражданская война
В Красной Армии с 15 октября 1919 года. Служил в 6-м запасном полку (г. Казань). С ноября 1919 по февраль 1920 проходил обучение на курсах разведчиков. Затем красноармеец-разведчик в 137-м стрелковом полку 16-й стрелковой дивизии. Принимал участие в боях на Южном фронте под Батайском и Новороссийском. Летом 1920 года принимал участие в Советско-польской войне на Западном фронте. Прошёл от Полоцка до Глубокой, затем отступал до Минска. В феврале 1921 уволен в бессрочный отпуск.

### Межвоенные годы
Вернувший в Витебск работал сотрудником Витебской ЧК. В июне 1921-августе 1922 учился на Минских кавалерийских курсах. После их окончания служил командиром отделения, затем командиром взвода в 43-м кавалерийском полку 2-й отдельной кавалерийской бригады Приволжского военного округа. С мая по декабрь 1923 учился на повторных командных курсах ПриВО, затем командовал взводом в школе при 3-й кавалерийской бригаде. Затем бригада была передислоцирована в Северо-Кавказский военный округ. Член ВКП(б) с 1922 года.
С сентября 1924 по август 1926 учился в Киевской объединенной школе командиров им. С. С. Каменева. После окончания учёбы служил командиром взвода, зам. начальника материального довольствия полка, политруком пулеметного эскадрона, командиром 4-го эскадрона в 88-м кавалерийском полку 12-й кавалерийской дивизии (г. Армавир).
С сентября 1928 по сентябрь 1929 вновь учится в Киевской объединенной школе командиров на военно-политических курсах. После чего командует эскадроном в 91-м, затем 92-м кавалерийских полках (станица Кущёвская). С августа 1930 ответственный секретарь партбюро в 90-м кавалерийском полку (г. Тихорецк), а с октября 1931 в 20-м корпусном артиллерийском полку (г. Ростов-на-Дону). Параллельно с ноября 1931 по октябрь 1932 военный секретарь Северо-Кавказского краевого комитета ВЛКСМ. С октября 1932 исполняющий должность военкома 20-го корпусного артиллерийского полка.
С октября 1934 по октябрь 1935 учился на курсах усовершенствования старшего политсостава при Военно-политической академии РККА им. В. И. Ленина. Затем назначен на должность помощника командира по политчасти 138-го гаубичного артиллерийского полка (г. Ростов-на-Дону). С июня 1937 в политуправлении округа на должностях старшего инструктора и врио начальника отдела руководящих партийных органов, с ноября 1938 начальник группы контроля при Военном совете округа. Полковой комиссар.
20 марта 1940 назначается заместителем начальника по политчасти Грозненского военного пехотного училища. Параллельно учится на вечернем отделении Военной академии им. М. В. Фрунзе. Награждён Почётной грамотой ЧИ АССР. 22 февраля 1941 года награждён орденом «Знак Почёта».

### Великая Отечественная война
С 24 июля 1941 года военком штаба СКВО. С 20 октября — военком штаба 56-й отдельной армии. Участвовал в Ростовских оборонительной и наступательной операциях. С 24 июля 1942 года в распоряжении политуправлений Южного и Северо-Кавказского фронтов.
Участник Битвы за Кавказ. 19 декабря 1942 года назначен заместителем командира по строевой части 416-й стрелковой дивизии (44-я армия), с которой участвовал в боях северо-восточнее Моздока. После перехода дивизии в наступление, ее части к 3 января 1943 года овладели Каировскими высотами и населённым пунктом Графское, тем самым обеспечив ввод в прорыв главных сил 44-й армии. Участвовал в Ростовской наступательной операции.
С 17 июня 1943 года заместитель командира по строевой части в 347-й стрелковой дивизии (44-й, затем 28-й армии). Принимал участие в Миусской, Донбасской и Мелитопольской наступательных операциях, в форсировании реки Молочная.
С 16 сентября 1943 года вновь заместитель командира по строевой части в 416-й стрелковой дивизии (3-я гвардейская армия 4-го Украинского фронта), врид командира дивизии. С декабря заместитель командира по строевой части в 34-й гвардейской стрелковой дивизии 5-й ударной армии. В январе 1944 года дивизия вошла в состав 46-й армии 3-го Украинского фронта и участвовала в Никопольско-Криворожской наступательной операции. Вела боевые действия в районах станция Фёдоровка, Синельниково, Днепропетровск, Щорс. С 23 мая 1944 года временно командовал дивизией. Под его командованием дивизия приняла участие в Ясско-Кишиневской наступательной операции.
С 23 сентября 1944 года и до конца войны командир 40-й гвардейской стрелковой дивизии. В октябре 1944 года дивизия с боями перешла югославско-венгерскую границу и участвовала в Дебреценской наступательной операции, овладев городами Бачальмаш, Бачбокод, Байя. В ноябре 1944 года дивизия принимала участие в ликвидации шольтского плацдарма немцев. 30 ноября дивизия форсировала реку Дунай и перешла в наступление в направлении города Секешфехервар. В январе 1945 года дивизия в составе 4-й гвардейской и 46-й армий 3-го Украинского фронта участвовала в Будапештской наступательной и Балатонской оборонительной операциях. В марте — апреле 1945 года дивизия вышла на территорию Австрии и участвовала в Венской наступательной операции. 7 апреля дивизия совместно с другими соединениями корпуса начала штурм Вены. К 24 апреля она вышла на рубеж реки Трайзен и перешла к обороне на правом берегу Дуная. 8 мая части дивизии перешли в наступление. Боевой путь дивизия завершила на реке Итта в ночь на 9 мая 1945 года.
Имя полковника Брансбурга указано в числе других командиров частей на Памятнике героям Советской армии на площади Шварценбергплац в Вене. Во время войны был ранен.

### Послевоенное время
С июня по сентябрь 1945 года в резерве 4-й гвардейской армии ЦГВ. Затем в распоряжении Военного совета Особого военного округа (Кенигсберг).
В сентябре 1945 назначен командиром 75-м гвардейским стрелковым ордена Суворова полком 26-й гвардейской стрелковой Восточно-Сибирской Городокской Красногвардейской дивизии 11-й гвардейской армии ПрибВО (город Гусев). В мае 1951 года заместитель командира 16-й гвардейской стрелковой Карачевской ордена Ленина Краснознаменной ордена Суворова дивизии (город Черняховск). В октябре 1952 года назначен преподавателем тактики окружных Объединенных КУОС (Рига).
С 9 февраля 1953 года в запасе.
Был женат. Жена Гохберг Лия Ароновна. Дочь Брансбург Наталия Львовна 12 ноября 1943г.
Внуки: Рудинский Игорь Наумович; Рудинская Татьяна Наумовна .

## Награды
- Орден Ленина (21.02.1945)[7].
- Орден Красного Знамени (20.03.1944, 31.08.1944, 03.11.1944, 15.11. 1950)[8].
- Орден Кутузова II степени (28.04.1945)[8].
- Орден Отечественной войны I степени (06.11.1943)[8].
- Орден Красной Звезды[2].
- Орден «Знак Почёта» (22.02.1941)
- Юбилейная медаль «XX лет Рабоче-Крестьянской Красной Армии»[2][4].
- Медаль «За оборону Кавказа»[9].
- Медаль «За взятие Будапешта»[9].
- Медаль «За взятие Вены»[9].
- Медаль «За победу над Германией в Великой Отечественной войне 1941—1945 гг.»[9].
- Орден Заслуг Венгерской Народной Республики 4 класса[2].